# فكتور ليدوفسكيخ
فكتور ليدوفسكيخ (بالروسية: Ледовских, Виктор Николаевич)‏ هو لاعب كرة قدم روسي في مركز الوسط، ولد في 8 أكتوبر 1967. لعب مع FC Mashuk-KMV Pyatigorsk ‏.